# Robert Schneider
Robert Schneider (* 16. června 1961 v Bregenzu, Vorarlbersko) je rakouský spisovatel. Dosud publikoval šest románů, jednu novelu, několik divadelních her a dvě básnické sbírky.

## Biografie
Robert Schneider vyrůstal v péči adoptivních rodičů v Götzisu ve Vorarlbersku, navštěvoval gymnázium v blízkém Feldkirchu. Po maturitě studoval od roku 1981 na univerzitě ve Vídni nejdříve skladbu a od roku 1983 dějiny umění a divadelní vědu, studia však roku 1986 přerušil a vrátil se do rodného Vorarlberska, kde se hodlal věnovat psaní.
Jeho debutový román Bratr spánku se roku 1992 stal naprostou literární senzací. Během čtyř let po vydání se prodalo více než 700 tisíc výtisků této knihy. Román byl později přepracován také do podoby opery a několikrát zadaptován na divadle. Roku 1996 příběh zfilmoval režisér Joseph Vilsmaier podle scénáře Roberta Schneidera a Jürgena Büschera.

## Přehled děl

### Próza
- 1992: Schlafes Bruder (č. Bratr spánku, přel. Evžen Turnovský, Paseka, Praha a Litomyšl 2001, ISBN 80-7185-412-3)
  - román zachycuje fiktivní příběh zneuznaného hudebního génia Johannese Eliase Aldera, který umírá v útlém věku poté, co se rozhodne nadále nepoddat spánku
- 1992: Rose
- 1998: Die Luftgängerin - román
- 2000: Die Unberührten - román
- 2001: Der Papst und das Mädchen (Papež a dívka) - novela, s ilustracemi Helgy Genserové
- 2002: Schatten - román
- 2004: Kristus. Das unerhörte Leben des Jan Beukels (Kristus. Nepoznaný život Jana Beukelse) - román
- 2007: Die Offenbarung (Zjevení) - román

### Divadelní hry
- 1989: Die Strandgeher - nezveřejněno
- 1993: Dreck (Špína) - světová premiéra: Thalia Theater Hamburg, 10.1.1993, režie: Wolfram Starczewski
- 1993: Traum und Trauer des jungen H. (Sen a smutek mladého H.) - světová premiéra: Schauspielhaus Hannover, 20.11.1993, režie: Jochen Fölster
- 1994: Alte Tage (Staré dny) - komedie, světová premiéra: Spielkreis Götzis, 17.9.1994, režie: Robert Schneider
- 1996: Schlafes Bruder - opera, hudba: Herbert Willi, libreto: Robert Schneider a Herbert Willi, světová premiéra: Opernhaus Zürich, 29.4.1996, režie: Cesare Lievi
- 1999: Komödie vom deutschen Heimweh (Komedie o německém stesku po domově) - světová premiéra: Schauspielhaus Zürich, 27.2.1999, režie: Harald Clemen

### Lyrika
- 1995: Gegengebet (Protimodlitba) - básně, vydal Richard Pils